# 厄维
厄维（法語：Euvy，法語發音：[øvi]）是法国马恩省的一个市镇，位于该省南部，属于埃佩尔奈区。

## 地理
厄维（48°43'12"N, 4°1'46"E）面积14.43 平方千米，位于法国大東部大區马恩省，该省份为法国东北部内陆省份，北起阿登省，西北接埃纳省，西南接塞纳-马恩省，南至奥布省，东南接上马恩省，东临默兹省。
与厄维接壤的市镇（或旧市镇、城区）包括：费尔尚普努瓦斯、科南特赖-沃尔夫鲁瓦、科鲁瓦、古尔冈松。

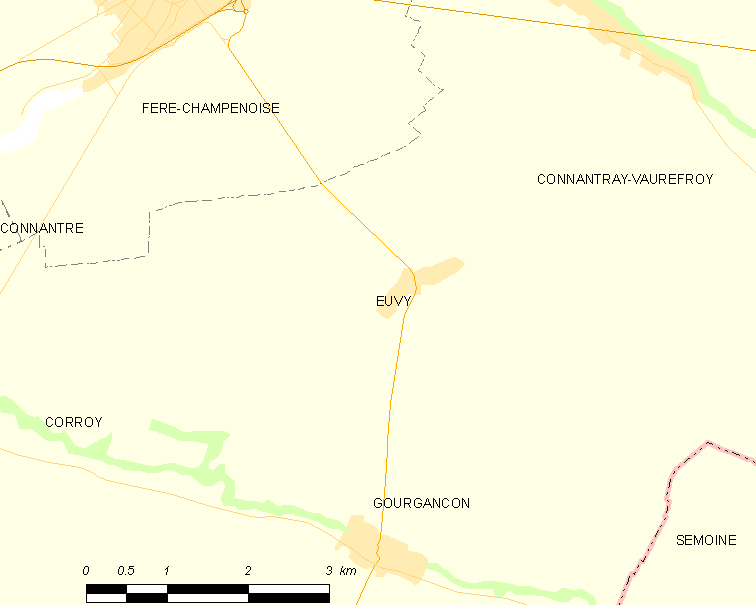
厄维的OSM定位图

厄维的时区为UTC+01:00、UTC+02:00（夏令时）。

## 行政
厄维的邮政编码为51230，INSEE市镇编码为51241。

## 政治
厄维所属的省级选区为韦尔蒂-香槟平原县。

## 人口

1962-2008年间厄维人口变化图示

厄维于2022年1月1日时的人口数量为79人。